# Gimileo
Gimileo település Spanyolországban, La Rioja autonóm közösségben. Gimileo Labastida, Briones, Ollauri, Rodezno és Haro községekkel határos. Lakosainak száma 120 fő (2024).

## Népesség
A település népessége az elmúlt években az alábbi módon változott:
| Lakosok száma | 87   | 137  | 141  | 167  | 163  | 118  | 118  | 112  | 109  | 120  |
|               | 2001 | 2004 | 2007 | 2009 | 2012 | 2014 | 2017 | 2019 | 2022 | 2024 |